# Gonomyia pauliana
Gonomyia pauliana är en tvåvingeart som beskrevs av Nielsen 1966. Gonomyia pauliana ingår i släktet Gonomyia och familjen småharkrankar. Inga underarter finns listade i Catalogue of Life.